# Mutschellen
Mutschellen är ett bergspass i Schweiz.   Det ligger i distriktet Bremgarten och kantonen Aargau, i den centrala delen av landet, 80 km nordost om huvudstaden Bern. Mutschellen ligger 551 meter över havet.
Terrängen runt Mutschellen är kuperad åt nordost, men åt sydväst är den platt. Runt Mutschellen är det tätbefolkat, med 550 invånare per kvadratkilometer.. Närmaste större samhälle är Zürich, 13,7 km öster om Mutschellen.
I omgivningarna runt Mutschellen växer i huvudsak blandskog.